# Elecciones municipales de Maynas de 2010
Las elecciones municipales de Maynas de 2010 se llevaron a cabo el 3 de octubre de 2010 para elegir al alcalde y al Concejo Provincial de Maynas para el periodo 2011-2014. La elección se celebró simultáneamente con elecciones regionales y municipales (provinciales y distritales) en todo el Perú.

## Sistema electoral
La Municipalidad Provincial de Maynas es el órgano administrativo y de gobierno de la provincia de Maynas. Está compuesta por el alcalde y el Concejo Provincial.
La votación del alcalde y el concejo se realiza en base al sufragio universal, que comprende a todos los ciudadanos nacionales mayores de dieciocho años, empadronados y residentes en la provincia de Maynas y en pleno goce de sus derechos políticos, así como a los ciudadanos no nacionales residentes y empadronados en la provincia de Maynas.
El Concejo Provincial de Maynas está compuesto por 13 regidores elegidos por sufragio directo para un período de cuatro (4) años, en forma conjunta con la elección del alcalde (quien lo preside). La votación es por lista cerrada y bloqueada. Se asigna a la lista ganadora los escaños según el método d'Hondt o la mitad más uno, lo que más le favorezca.

## Composición del Concejo Provincial de Maynas
La siguiente tabla muestra la composición del Concejo Provincial de Maynas antes de las elecciones.
| Partidos | Partidos                                       | Regidores |
| -------- | ---------------------------------------------- | --------- |
|          | Movimiento Independiente Regional Vamos Loreto | 9         |
|          | Movimiento Independiente Fuerza Loretana       | 3         |
|          | Movimiento Independiente Integración Loretana  | 2         |
|          | Restauración Nacional                          | 1         |

## Partidos y candidatos
A continuación se muestra una lista de los principales partidos y alianzas electorales que participaron en las elecciones:
| Candidatura | Candidatura | Partidos y alianzas                                             | Candidatos | Candidatos                  | Ideología                                                          | Resultado previo | Resultado previo | Ref. |
| Candidatura | Candidatura | Partidos y alianzas                                             | Candidatos | Candidatos                  | Ideología                                                          | Votos (%)        | Reg.             | Ref. |
| ----------- | ----------- | --------------------------------------------------------------- | ---------- | --------------------------- | ------------------------------------------------------------------ | ---------------- | ---------------- | ---- |
|             | VALOR       | Lista - Movimiento Independiente Regional Vamos Loreto (VALOR)  |            | Salomón Abensur Díaz        | Regionalismo loretano                                              | 24.38%           | 9                |      |
|             | FL          | Lista - Fuerza Loretana (FL)                                    |            | Jorge Monasí Franco         | Regionalismo loretano                                              | 20.32%           | 3                |      |
|             | MIL         | Lista - Movimiento Independiente Integración Loretana (MIL)     |            | Charles Zevallos Eyzaguirre | Regionalismo loretano                                              | 18.99%           | 2                |      |
|             | RN          | Lista - Restauración Nacional (RN)                              |            | Elmo Tuesta Reátegui        | Liberalismo económico Conservadurismo social Humanismo cristiano   | 10.89%           | 1                |      |
|             | APRA        | Lista - Partido Aprista Peruano (APRA)                          |            | Marcelo Zumaeta Peña        | Aprismo                                                            | 6.11%            | 0                |      |
|             | UNIPOL      | Lista - Movimiento Político Regional UNIPOL (UNIPOL)            |            | Julia Pinedo Parano         | Regionalismo loretano                                              | 4.44%            | 0                |      |
|             | AP          | Lista - Acción Popular (AP)                                     |            | Jorge López Vinatea         | Humanismo Nacionalismo cívico Reformismo                           | 3.45%            | 0                |      |
|             | APP         | Lista - Alianza para el Progreso (APP)                          |            | Dámaso Menéndez Murrieta    | Liberalismo económico Conservadurismo liberal Populismo de derecha | 0.58%            | 0                |      |
|             | C90         | Lista - Cambio 90 (C90)                                         |            | Tito Chávez Romero          | Fujimorismo Conservadurismo social Populismo de derecha            | Nuevo            | Nuevo            |      |
|             | MNI         | Lista - Movimiento Nueva Izquierda (MNI)                        |            | Wagner Gratelly Silva       | Marxismo-leninismo Mariateguismo Socialismo democrático            | Nuevo            | Nuevo            |      |
|             | BLOQUE      | Lista - Bloque Popular Amazónico (BLOQUE)                       |            | Eduardo Vásquez Vásquez     | Regionalismo loretano                                              | Nuevo            | Nuevo            |      |
|             | MERA        | Lista - Movimiento Esperanza Región Amazónica (MERA)            |            | Jorge Perea Mori            | Regionalismo loretano                                              | Nuevo            | Nuevo            |      |
|             | Mi Loreto   | Lista - Movimiento Independiente Loreto - Mi Loreto (Mi Loreto) |            | Mirna Villacorta Cárdenas   | Regionalismo loretano                                              | Nuevo            | Nuevo            |      |

## Resultados

### Sumario general
|                        |                                                         |              |              |              |           |           |  |  |
| Partidos y coaliciones | Partidos y coaliciones                                  | Voto popular | Voto popular | Voto popular | Regidores | Regidores |  |  |
| Partidos y coaliciones | Partidos y coaliciones                                  | Votos        | %            | ±pp          | Total     | +/−       |  |  |
|                        | Movimiento Independiente Integración Loretana (MIL)     | 60,862       | 28.82        | +9.83        | 8         | +6        |  |  |
|                        | Fuerza Loretana (FL)                                    | 52,832       | 25.01        | +4.69        | 3         | ±0        |  |  |
|                        | Movimiento Esperanza Región Amazónica (MERA)            | 34,949       | 16.55        | Nuevo        | 2         | +2        |  |  |
|                        | Movimiento Independiente Loreto - Mi Loreto (Mi Loreto) | 17,325       | 8.20         | Nuevo        | 0         | ±0        |  |  |
|                        | Movimiento Político Regional UNIPOL (UNIPOL)            | 12,592       | 5.96         | +1.52        | 0         | ±0        |  |  |
|                        | Movimiento Independiente Regional Vamos Loreto (VALOR)  | 11,451       | 5.42         | –18.96       | 0         | –9        |  |  |
|                        | Acción Popular (AP)                                     | 8,179        | 3.87         | +0.42        | 0         | ±0        |  |  |
|                        | Partido Aprista Peruano (APRA)                          | 4,735        | 2.24         | –3.87        | 0         | ±0        |  |  |
|                        | Restauración Nacional (RN)                              | 3,318        | 1.57         | –9.32        | 0         | –1        |  |  |
|                        | Movimiento Nueva Izquierda (MNI)                        | 2,418        | 1.14         | n/a          | 0         | ±0        |  |  |
|                        | Alianza para el Progreso (APP)                          | 1,263        | 0.60         | +0.02        | 0         | ±0        |  |  |
|                        | Bloque Popular Amazónico (BLOQUE)                       | 898          | 0.43         | Nuevo        | 0         | ±0        |  |  |
|                        | Cambio 90 (C90)                                         | 387          | 0.18         | Nuevo        | 0         | ±0        |  |  |
|                        |                                                         |              |              |              |           |           |  |  |
| Total                  | Total                                                   | 211,209      |              |              | 13        | –2        |  |  |
|                        |                                                         |              |              |              |           |           |  |  |
| Votos válidos          | Votos válidos                                           | 211,209      | 82.56        | –4.49        |           |           |  |  |
| Votos en blanco        | Votos en blanco                                         | 20,700       | 8.09         | +2.25        |           |           |  |  |
| Votos nulos            | Votos nulos                                             | 23,924       | 9.35         | +2.24        |           |           |  |  |
| Votos emitidos         | Votos emitidos                                          | 255,833      | 80.99        | –3.87        |           |           |  |  |
| Abstenciones           | Abstenciones                                            | 60,033       | 19.01        | +3.87        |           |           |  |  |
| Votantes registrados   | Votantes registrados                                    | 315,866      |              |              |           |           |  |  |
|                        |                                                         |              |              |              |           |           |  |  |
| Fuente:                |                                                         |              |              |              |           |           |  |  |

## Elecciones municipales distritales

### Resultados por distrito
La siguiente tabla enumera el control de los distritos de la provincia de Maynas. El cambio de mando de una organización política se resalta del color de ese partido.
| Distrito                | Alcalde(sa) titular         | Partido político | Partido político               | Alcalde(sa) electo(a)      | Partido político | Partido político                |
| ----------------------- | --------------------------- | ---------------- | ------------------------------ | -------------------------- | ---------------- | ------------------------------- |
| Alto Nanay              | Juan Gaviria Piña           |                  | Somos Perú                     | Felice Cosentino Altamore  |                  | Fuerza Loretana                 |
| Belén                   | José Vela García            |                  | Vamos Loreto                   | Hermógenes Flores Gómez    |                  | Motor del Desarrollo            |
| Fernando Lores          | Josué Vásquez Rengifo       |                  | Vamos Loreto                   | Stevenson Pizango Arévalo  |                  | Acción Popular                  |
| Indiana                 | Luis Tuesta Hidalgo         |                  | Frente Independiente de Loreto | Janet Reátegui Rivadeneyra |                  | Movimiento Independiente Loreto |
| Las Amazonas            | Aldo Paino Inuma            |                  | Fuerza Loretana                | Aldo Paino Inuma           |                  | Fuerza Loretana                 |
| Mazán                   | Edward Tang Pinto           |                  | Fuerza Loretana                | Edward Reátegui Salas      |                  | Frente Independiente de Loreto  |
| Napo                    | Rogerio Quevedo Rivadeneyra |                  | Fuerza Loretana                | Manolo Piñan Valerio       |                  | Movimiento Independiente Loreto |
| Punchana                | Joiner Vásquez Pinedo       |                  | Esperanza Punchanina           | Juan Cardama Guerra        |                  | Fuerza Loretana                 |
| Putumayo                | Adilio Cárdenas Haya        |                  | Fuerza Loretana                | Segundo Julca Ramos        |                  | Movimiento Independiente Loreto |
| San Juan Bautista       | Mirna Villacorta Cárdenas   |                  | Vamos Loreto                   | Francisco Sanjurjo Dávila  |                  | Integración Loretana            |
| Teniente Manuel Clavero | Jonás Huayanay Hidalgo      |                  | Restauración Nacional          | Juan Flores Pérez          |                  | Vamos Loreto                    |
| Torres Causana          | Wilson Guerrero Machado     |                  | Partido Aprista Peruano        | Gabriel Ashanga Jota       |                  | Fuerza Loretana                 |